# برج گیرلاندینا
توره دلا گیرلاندینا (به ایتالیایی: Torre della Ghirlandina به معنای برج گیرلاندینا) یا به اختصار گیرلاندینا، برج ناقوس کلیسای جامع مودنا در ناحیهٔ امیلیا رومانیای ایتالیاست که نماد مودنا نیز محسوی می‌شود. این برج دارای ارتفاعی به طول ۸۶٬۱۲ متر بوده و از تمامی نقاط خارج از شهر قابل مشاهده است. در سال ۱۹۹۷ برج گیرلاندینا با عنوان توره چیویکا همراه با کلیسای جامع و میدان پیاتزا گراندهٔ مودنا در فهرست میراث جهانی یونسکو به ثبت رسید.

## تاریخچه
این سازه در سال ۱۱۷۹ و بر بلندای ۵ طبقه بنا شد و نخست توره دی سان جمینیانو یا برج سن جمینیانو نام گرفت. پس از آن در رقابت با برج‌های بولونیا، کلاهکی هشت‌ضلعی را که توسط آریگو دا کمپیونه، یکی از استادکاران اهل کمپیونه دیتالیا، طراحی شده بود بر بالای آن نصب کردند که به مشخصهٔ اصلی این برج ناقوس بدل شد. نوک برج را نیز با دو گیرلانده (نرده‌هایی از جنس سنگ مرمر) تزئین کردند که نام کنونی برج نیز برگرفته از همین گیرلانده‌هاست.
درون برج و در داخل تالاری موسوم به سالا دلا سکیا که نقاشی‌هایی سدهٔ پانزدهمی دیوارهای آن‌را پوشانده‌اند، نسخه‌ای از سِکیا راپیتا، به‌نشانهٔ دورانی که برج نقش خزانهٔ مودنا را داشت نگهداری می‌شود. از دیگر موارد جالب توجه در این برج، سرستون‌های مجسمه‌دار آن در تالار سالا دی تورسانی در طبقهٔ پنجم آن است.

## بازسازی
در سال ۲۰۰۸ کار بازسازی کلیسای جامع و برج ناقوس آغاز گردید که بحث‌ها و نگرانی‌هایی را برای اهالی مودنا به‌همراه داشت، به‌ویژه که مبلغی پیرامون ۱۵۰ هزار یورو نیز برای انجام این کار نیاز بود. در طی مدت عملیات بازسازی، برج ناقوس گیرلاندینا را زیر پوششی هنری پنهان‌ساخته‌اند که طرح‌هایی از میمو پالادینو، تندیس‌گر ایتالیایی زینت‌بخش آن است.

## نگارخانه

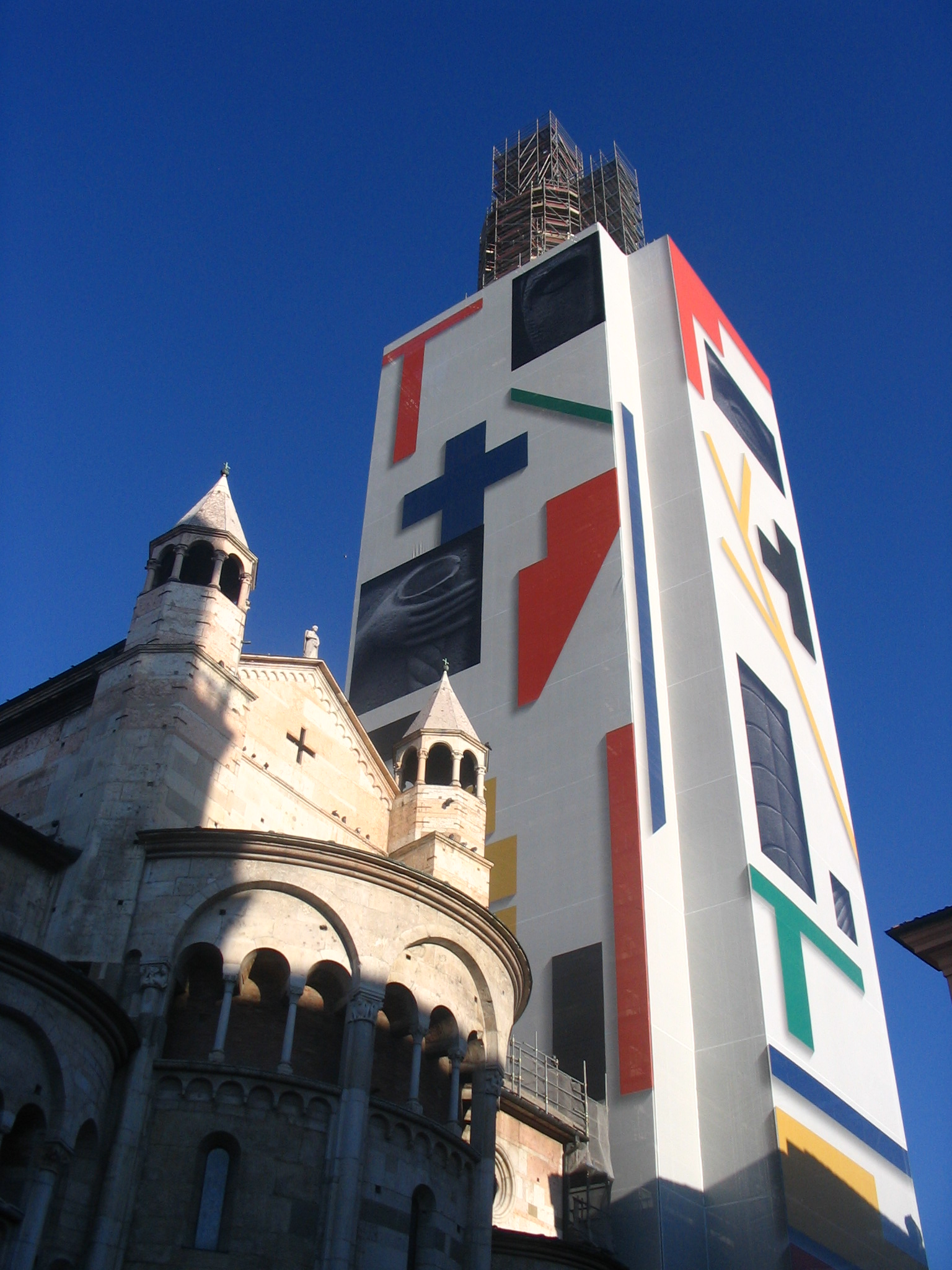
پوشش برج ناقوس در طی عملیات بازسازی
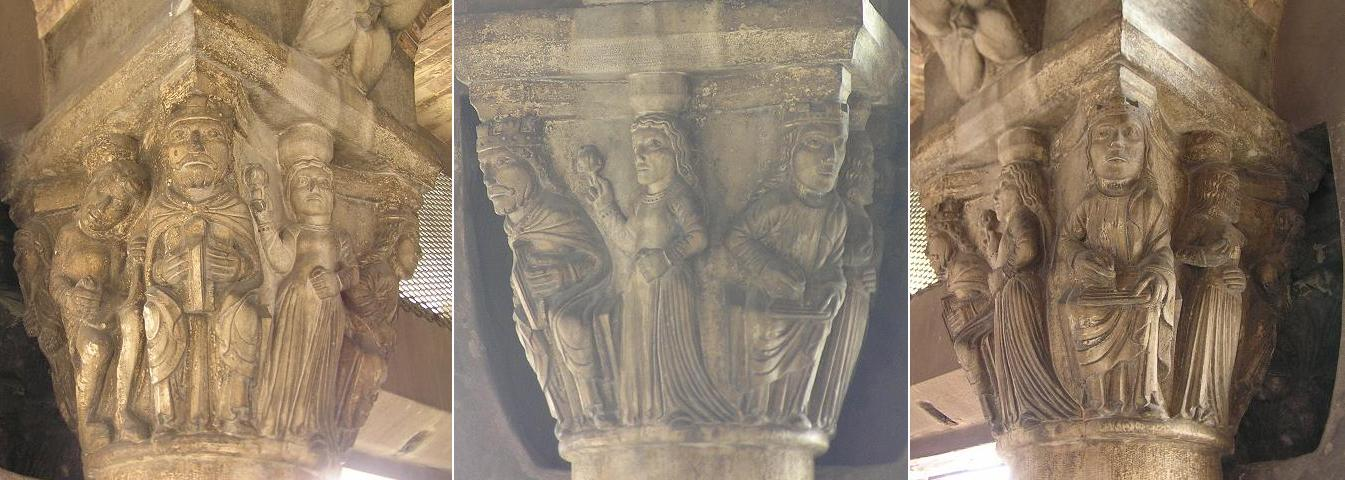
سرستون‌های مجسمه‌دار تالار تورسانی
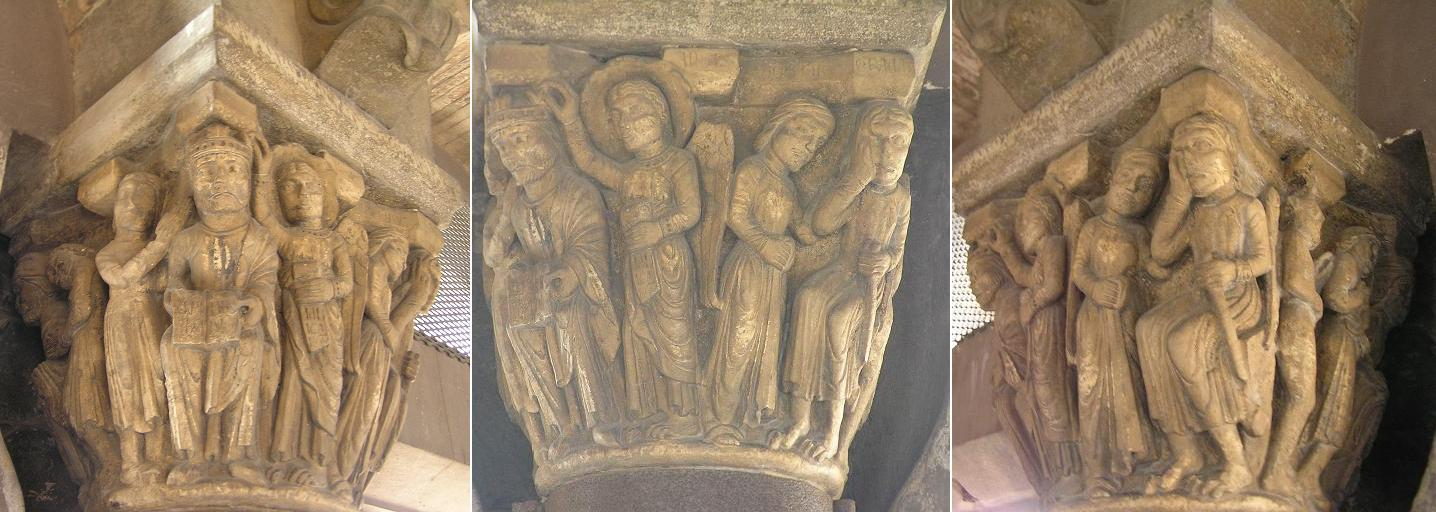
سرستون‌های مجسمه‌دار تالار تورسانی